# Circonscription d'Aïn Sebaâ-Hay Mohammadi
La circonscription d'Aïn Sebaâ-Hay Mohammadi est la circonscription législative marocaine de la préfecture d'Aïn Sebaâ-Hay Mohammadi située en région Casablanca-Settat. Elle est représentée dans la Xe législature par Abdelaziz El Omari, Noureddine Karbal, Adil El Bitar et Hassan Benomar.

## Description géographique et démographique
Cette circonscription, d'une superficie de 26,7 km2, comprend trois arrondissements :
- Aïn Sebaâ (15,32 km2) dont le Président d'Arrondissement est Hassan Benomar.
- Roches-Noires (7,18 km2) dont le Président d'Arrondissement est Noureddine Karbal.
- Hay Mohammadi (4,2 km2)

La population de la circonscription, passée de 413 168 à 416 300 habitants de 1994 à 2004 selon les recensements, a été estimée à 420 000 habitants en 2008, avec la répartition suivante entre ses arrondissements :
|               | 1994         | 2004         | 2008[réf. nécessaire] |
| Aïn Sebaâ     | 139 323 hab. | 155 489 hab. | 156 871 hab.          |
| Roches-Noires | 99 210 hab.  | 104 310 hab. | 105 237 hab.          |
| Hay Mohammadi | 174 635 hab. | 156 501 hab. | 157 982 hab.          |

## Historique des députations
| Législature | Début de mandat  | Fin de mandat    | Députés | Députés                  | Députés | Députés              | Députés | Députés                       | Députés | Députés                          |
| ----------- | ---------------- | ---------------- | ------- | ------------------------ | ------- | -------------------- | ------- | ----------------------------- | ------- | -------------------------------- |
| IXe         | 26 novembre 2011 | 7 octobre 2016   |         | Abdellatif Harchich (UC) |         | Hassan Benomar (RNI) |         | Saadia Ben El Aissaouya (PJD) |         | Redouane Zidi (PJD)              |
| Xe          | 8 octobre 2016   | 8 septembre 2021 |         | Adil El Bitar (PAM)      |         | Hassan Benomar (RNI) |         | Abdelaziz El Omari (PJD)      |         | Noureddine Karbal (PJD)          |
| XIe         | 9 septembre 2021 | ?                |         | Adil El Bitar (PAM)      |         | Hassan Benomar (RNI) |         | Abdellatif Harchich (UC)      |         | Rachid Afilal Alami Idrissi (PI) |

## Historique des élections

### Découpage électoral d'octobre 2011

#### Élections de 2016
| Parti             | Parti                                               | Voix    | %      | Député(s) élus     |  |
| ----------------- | --------------------------------------------------- | ------- | ------ | ------------------ |  |
|                   | Parti de la justice et du développement (PJD)       | 27 038  | 46,77  | Abdelaziz El Omari |  |
| Noureddine Karbal | Parti de la justice et du développement (PJD)       | 27 038  | 46,77  |                    |  |
|                   | Parti authenticité et modernité (PAM)               | 9 676   | 16,74  | Adil El Bitar      |  |
|                   | Rassemblement national des indépendants (RNI)       | 6 593   | 11,40  | Hassan Benomar     |  |
|                   | Union constitutionnelle (UC)                        | 5 673   | 9,81   |                    |  |
|                   | Fédération de la gauche démocratique (FGD)          | 2 288   | 3,96   |                    |  |
|                   | Union socialiste des forces populaires (USFP)       | 2 068   | 3,58   |                    |  |
|                   | Parti de l'Istiqlal (PI)                            | 1 615   | 2,79   |                    |  |
|                   | Mouvement populaire (MP)                            | 1 483   | 2,57   |                    |  |
|                   | Parti de la liberté et de la justice sociale (PLJS) | 314     | 0,54   |                    |  |
|                   | Parti du progrès et du socialisme (PPS)             | 313     | 0,54   |                    |  |
|                   | Parti des Néo-Démocrates (PND)                      | 235     | 0,41   |                    |  |
|                   | Parti de la renaissance et de la vertu (PRV)        | 148     | 0,26   |                    |  |
|                   | Parti de la réforme et du développement (PRD)       | 148     | 0,26   |                    |  |
|                   | Parti du centre social (PCS)                        | 110     | 0,19   |                    |  |
|                   | Mouvement démocratique et social (MDS)              | 106     | 0,18   |                    |  |
|                   |                                                     |         |        |                    |  |
| Inscrits          | Inscrits                                            | 190 660 | 100,00 |                    |  |
| Abstentions       | Abstentions                                         | 132 852 | 69,68  |                    |  |
| Exprimés          | Exprimés                                            | 57 808  | 30,32  |                    |  |

#### Élections de 2021
| Parti       | Parti                                                       | Voix    | %      | Député(s) élus              |  |
| ----------- | ----------------------------------------------------------- | ------- | ------ | --------------------------- |  |
|             | Rassemblement national des indépendants (RNI)               | 11 884  | 27,59  | Hassan Benomar              |  |
|             | Parti authenticité et modernité (PAM)                       | 6 169   | 14,32  | Adil El Bitar               |  |
|             | Union constitutionnelle (UC)                                | 5 705   | 13,24  | Abdellatif Harchich         |  |
|             | Parti de l'Istiqlal (PI)                                    | 3 701   | 8,59   | Rachid Afilal Alami Idrissi |  |
|             | Mouvement populaire (MP)                                    | 3 237   | 7,51   |                             |  |
|             | Parti de la justice et du développement (PJD)               | 2 862   | 6,64   |                             |  |
|             | Parti du progrès et du socialisme (PPS)                     | 2 350   | 5,46   |                             |  |
|             | Union socialiste des forces populaires (USFP)               | 2 110   | 4,90   |                             |  |
|             | Mouvement démocratique et social (MDS)                      | 1 675   | 3,89   |                             |  |
|             | Alliance de la fédération de gauche (AGD)                   | 1 093   | 2,54   |                             |  |
|             | Parti socialiste unifié (PSU)                               | 842     | 1,95   |                             |  |
|             | Front des forces démocratiques (FFD)                        | 409     | 0,95   |                             |  |
|             | Parti des Néo-Démocrates (PND)                              | 394     | 0,91   |                             |  |
|             | Parti de l'environnement et du développement durable (PEDD) | 264     | 0,61   |                             |  |
|             | Parti travailliste (PT)                                     | 220     | 0,51   |                             |  |
|             | Parti du centre social (PCS)                                | 94      | 0,22   |                             |  |
|             | Parti de l'unité et de la démocratie (PUD)                  | 69      | 0,16   |                             |  |
|             |                                                             |         |        |                             |  |
| Inscrits    | Inscrits                                                    | 189 104 | 100,00 |                             |  |
| Abstentions | Abstentions                                                 | 146 026 | 77,22  |                             |  |
| Exprimés    | Exprimés                                                    | 43 078  | 22,78  |                             |  |